# فولکر روهه
فولکر روهه (انگلیسی: Volker Rühe؛ زادهٔ ۲۵ سپتامبر ۱۹۴۲) یک سیاست‌مدار اهل آلمان است.